# Aegle hedychroa
Aegle hedychroa là một loài bướm đêm thuộc họ Noctuidae. Nó được tìm thấy ở Úc.